# Breganze Pinot grigio superiore
Le Breganze Pinot grigio superiore est un vin italien de la région Vénétie doté d'une appellation DOC depuis le 18 juillet 1969. Seuls ont droit à la DOC les vins blancs récoltés à l'intérieur de l'aire de production définie par le décret. 

## Aire de production
Les vignobles autorisés se situent en province de Vicence dans les communes de Bassano del Grappa, Breganze, Fara Vicentino, Lugo di Vicenza, Marostica, Mason Vicentino, Molvena, Montecchio Precalcino, Pianezze, Salcedo, Sandrigo, Sarcedo et Zugliano. Les vignobles se situent sur des pentes des collines entre les fleuves Brenta et Astico (un affluent du Bacchiglione).
Le vin blanc du Pinot grigio superiore répond à un cahier des charges plus exigeant que le Breganze Pinot grigio, essentiellement en relation avec le titre alcoolique.

## Caractéristiques organoleptiques
- couleur: jaune paille à jaune or
- odeur: délicat, intense, caractéristique
- saveur: sèche, harmonique

Le Breganze Pinot grigio superiore se déguste à une température de 10 à 12 °C. A boire dans les 2 – 3 ans.

## Production
Province, saison, volume en hectolitres :
- pas de données disponible